# Le Courrier du Finistère

Le Courrier du Finistère a été, de 1880 à 1944, un journal hebdomadaire d'informations générales paraissant à Brest en Bretagne. Il a été l'organe de la droite légitimiste anti-républicaine alliée à l'Église catholique romaine. Il est resté ensuite le principal organe de presse catholique  du département, en ayant atteint un tirage remarquable de 30 000 exemplaires en 1926.
Ayant continué de paraître pendant l'Occupation allemande (1940-1944), il a fait l'objet d'une interdiction de parution. Pour lui faire suite, le diocèse de Quimper a suscité la création d'un hebdomadaire au contenu unique, mais sous deux titres, Le Courrier du Léon et Le Progrès de Cornouaille.

## Histoire

### Feuille monarchiste militante
L'hebdomadaire est créé en janvier 1880 à Brest par un imprimeur, Jean-François Halégouët qui était celui de la Société anonyme de ''l'Océan'' qui éditait à Brest depuis 1848 le journal du même nom. qui avait été un quotidien, mais il ne paraissait plus que trois fois par semaine.
Ne coûtant qu'un sou, soit 20 centimes, le nouvel hebdomadaire vise un public populaire et rural.
Il n'y a pas que l'imprimeur qui est commun, mais aussi le rédacteur en chef, Hippolyte Chavanon. Le but des deux organes est le même, concourir au rétablissement de la monarchie. En 1885, la société éditrice de l'Océan devient officiellement propriétaire du Courrier qui est surnommé familièrement le « Pitit Courrier ».
En 1891, un autre hebdomadaire spécifiquement destiné à la moitié sud du département, le Courrier de Cornouaille-Gazetenn Kerne est créé par la SA de l'Océan et sera fusionné avec Le Courrier brestois en 1894.
Hippolyte Chavanon et Jules Delmas, membres du Comité royaliste du Finistère donnent une coloration légitimiste et très antirépublicaine, fustigeant les francs-maçons, vus comme les ennemis de la France chrétienne et cherchant à établir une république universelle. L'élection de Monseigneur Charles-Émile Freppel, évêque royaliste d'Angers, dans la 3e circonscription du Finistère est considérée comme un succès marquant la première année du journal. L'évêque fait même publier des remerciements en breton.

### Place de la langue bretonne
La langue bretonne, introduite peu à peu, acquiert une grande place à partir de 1882 et finit pas occuper 30 à 50 % de la une.
On peut considérer que c'est au Courrier du Finistère qu'a été créé le journalisme en breton avec des journalistes professionnels, d'abord Jean-Victor Saliou pour quelques mois en 1892-1893, puis Corentin Le Nours qui, chargé de la rédaction en langue bretonne en avril 1893, va devenir le responsable administratif en 1895, puis  le rédacteur en chef de 1914 à 1926. Une de ses particularités était de porter, même au travail, le costume paysan de sa commune de Plomelin. Beaucoup de rédacteurs réguliers utilisent un pseudonyme, comme le fait Fañch Couer (équivalent breton de Jean Paysan) qui est en fait, Yves Pouliquen, un prêtre exerçant successivement à Plabennec et Tréflez. Ses conseils sur la manière de conduire les cultures auront une certaine influence dans la mesure où il préconise constamment de chercher de nouvelles plantes à cultiver, d'utiliser des engrais et d'étendre les cultures de légume.

### Du ralliement à la République à 1914
Le Courrier perd, en mars 1890, un procès intenté par 227 instituteurs publics du Finistère réagissant à une diffamation du rédacteur de l'époque, Ambroise Dumont qui avait cru pouvoir écrire que, parmi les instituteurs laïques, les mouchards et les faux-témoins ne manquaient pas.
Le diocèse de Quimper, désireux d'opérer le ralliement à la République que préconisait le pape Léon XIII, fit tenir le 3 avril 1895 une assemblée de la Société anonyme de l'Océan au cours de laquelle fut élu comme président Michel Grall, curé-doyen de Ploudalmézeau. Le nom de la société devient alors Société anonyme de la Presse Catholique du Finistère.
Sous la pression du préfet, Michel Grall s'efface pour la forme et c'est un dévoué notable de sa paroisse, Caroff, qui lui sert de prête-nom. Dans la même année, le rédacteur en chef ultra, Ambroise Dumont est remplacé par Henri de Trémaudan, gentilhomme breton, mais qui avait quitté le journal royaliste de  Saint-Brieuc, l'Indépendance bretonne, qui, contrairement à ses vœux, ne suivait pas la ligne papale.
Pendant ses trois ans de présence, Trémaudan parvint à redresser la courbe des ventes et à recadrer la ligne éditoriale dans le sens du ralliement progressif à la République, ce qui n'excluait pas des polémiques violentes avec les républicains de gauche, chaque fois que les intérêts de l'Église catholique paraissaient en danger. Sous les directeurs suivants, Hervé Diraison, Guillaume Léon et Corentin Le Nours et René Cardaliaguet, cette ligne sera maintenue sous le regard attentif de l'évêque et du directeur du Grand séminaire de Quimper.
En 1897, l'hebdomadaire apporte son soutien, peut-être décisif, à l'abbé Hippolyte Gayraud, candidat du bas-clergé contre le candidat des grands curés monarchistes. L'élection de cet étranger à la région, mais porteur des idées de la démocratie chrétienne naissante est alors un événement considérable qui montre que le ralliement à une république qui respecte les croyances devient une réalité dans les campagnes du Finistère.

### Grande Guerre et directorat de Corentin Le Nours
En mars 1914, Corentin Le Nours est nommé officiellement directeur, alors qu'il avait à sa charge la gestion administrative depuis son arrivée à Brest en 1895.  La guerre creuse les effectifs du journal et Le Nours, réformé pour une invalidité liée à un accident de jeunesse, doit assumer de plus en plus de charge de travail.
En 1924, Yves Le Drézen, alias Youen Drezen, y est embauché comme journaliste, et y fait venir son camarade de séminaire Jakez Riou. Chacun des deux publie des articles en breton et même des feuilletons en breton. Youenn Drezen fut licencié en 1931 et Jakez Riou donna sa démission par solidarité.

### De la mort de Corentin Le Nours à l'interdiction de parution
Le chanoine René Cardaliaguet est le rédacteur en chef durant la Seconde Guerre mondiale. Le contenu du journal pendant la guerre lui sera reproché, notamment par le libraire et résistant quimpérois Adolphe Le Goaziou, devenu président de la Commission d'épuration du Finistère : le journal fait alors l'objet d'une information judiciaire, « pour avoir fait publier ou imprimer […] des articles en faveur de l'ennemi, de la collaboration avec l'ennemi, du racisme ou des doctrines totalitaires, et ce dans l'intention de favoriser les entreprises de toute nature de l'ennemi », selon les termes de l'ordonnance du 5 mai 1945.
Trois chefs d'accusation sont formulés pendant l'instruction : pétainisme ou vichysme, antimaçonnisme, antibolchévisme ou anticommunisme. Finalement l'affaire est classée sans suite : « Tout porte à croire, en effet, que c'est l'opposition résolue du rédacteur en chef du Courrier du Finistère aux menées séparatistes d'une partie du mouvement breton qui a contribué à relativiser la portée de son pétainisme avéré… ». En 1947, le chanoine est relaxé.